# Deropeltis basilewskyi
Deropeltis basilewskyi är en kackerlacksart som beskrevs av Karlis Princis 1955. Deropeltis basilewskyi ingår i släktet Deropeltis och familjen storkackerlackor. Inga underarter finns listade i Catalogue of Life.